# شیطان (فیلم ۲۰۱۰)
شیطان (به انگلیسی: Devil) فیلمی آمریکایی در سبک ترسناک فراطبیعی و فیلم دلهره‌آور است که بر اساس داستانی از ام. نایت شیامالان توسط برایان نلسون نوشته شده است و در سال ۲۰۱۰ منتشر شد.

## داستان
داستان این فیلم روایت گر گرفتار شدن پنج نفر در یک آسانسور است که یکی از این افراد شیطان است.

فیلم شیطان مارا  وارد داستانی هیجانی و دلهره‌آور میکند  تا ببینیم شیطان چطور به عذاب دادن گناه کاران می‌پردازد.